# Neopomacentrus anabatoides
Neopomacentrus anabatoides är en fiskart som först beskrevs av Bleeker, 1847.  Neopomacentrus anabatoides ingår i släktet Neopomacentrus och familjen Pomacentridae. Inga underarter finns listade i Catalogue of Life.